# イザベル・ファン・クーレン
イザベル・ファン・クーレン（オランダ語: Isabelle van Keulen、1966年マイドレヒト - ）は、オランダを代表する女性ヴァイオリニスト、またヴィオラ奏者。 

## 経歴
1966年、オランダ・ユトレヒト州マイドレト(Mijdrecht)で生まれた。6歳でヴァイオリンを始める。アムステルダム・スウェーリンク音楽院に学んだ後、ザルツブルク・モーツァルテウムにてシャンドール・ヴェーグに師事。
室内楽や現代音楽の演奏を中心とした活動を繰り広げており、1996年にはデルフト国際室内楽フェスティバルを創立した。これには演奏家としてだけでなく、2006年までは指揮者としても出演した。主な共演者に、レイフ・オヴェ・アンスネスやホーカン・ハーデンベルガー、ギドン・クレーメル、ハインリヒ・シフ、トマス・アデスらがいる。
これまで演奏会では、ベルリン・フィルハーモニー管弦楽団やバイエルン放送交響楽団、ウィーン交響楽団、チューリヒ・トーンハレ管弦楽団、ロンドン・フィルハーモニー管弦楽団、ライプツィヒ・ゲヴァントハウス管弦楽団、バーゼル室内管弦楽団など世界の主要なオーケストラや、マーク・エルダーやヴァレリー・ゲルギエフ、ネーメ・ヤルヴィ、ネヴィル・マリナー、ロジャー・ノリントン、デイヴィッド・ジンマン、ヒュー・ウルフ、オスモ・ヴァンスカら著名な指揮者と共演してきた。
メンデルスゾーンの《ヴァイオリン協奏曲 ホ短調》を初版によって録音した。アラン・ペッテションやエリッキ＝スヴェン・トゥールの協奏曲も録音している。